# Torpa landskommun, Västergötland
Torpa landskommun var en tidigare kommun i dåvarande Älvsborgs län.

## Administrativ historik
Kommunen bildades i Torpa socken, Västergötland i Vedens härad i Västergötland när 1862 års kommunalförordningar trädde i kraft.
Kommunen uppgick 1920 i Borås stad som 1971 ombildades till Borås kommun.